# Sypilus boeroi
Sypilus boeroi is een keversoort uit de familie Vesperidae. De wetenschappelijke naam van de soort werd voor het eerst geldig gepubliceerd in 1960 door Prosen.